# Championnat de Belgique féminin de handball de deuxième division 2018-2019
Navigation
2017-2018 2019-2020
La saison 2018-2019 du Championnat de Belgique féminin de handball de deuxième division est la 39e saison du Championnat de Belgique féminin de handball de deuxième division, la deuxième plus haute division belge de handball.
En fin de saison, l'Olse Merksem déclare un forfait général pour la saison suivante. Le Groot-Bijgaarden SK Handbal (vainqueur du test-match des 2èmes ligues Dames) a accepté de prendre sa place dans le calendrier.

## Compétition

### Classement
|    | Équipe                   | Pts | J  | G  | N | P  | Bp  | Bc  | Diff | Dép |
| -- | ------------------------ | --- | -- | -- | - | -- | --- | --- | ---- | --- |
| 1  | HV Uilenspiegel Wilrijk  | 39  | 22 | 19 | 1 | 2  | 718 | 481 | 237  | -   |
| 2  | HC DB Gent R             | 36  | 22 | 17 | 2 | 3  | 616 | 406 | 210  | -   |
| 3  | KTSV Eupen 1889 P        | 35  | 22 | 17 | 1 | 4  | 589 | 401 | 188  | -   |
| 4  | DHC Meeuwen              | 33  | 22 | 16 | 1 | 5  | 569 | 405 | 164  | -   |
| 5  | HC Sprimont              | 28  | 22 | 14 | 0 | 8  | 625 | 498 | 127  | -   |
| 6  | Olse Merksem             | 21  | 22 | 9  | 3 | 10 | 493 | 520 | -27  | -   |
| 7  | Renaissance Montegnée HC | 20  | 22 | 9  | 2 | 11 | 560 | 522 | 38   | -   |
| 8  | HC Schoten P             | 19  | 22 | 9  | 1 | 12 | 440 | 481 | -41  | -   |
| 9  | Brussels HC              | 19  | 22 | 8  | 3 | 11 | 539 | 525 | 14   | -   |
| 10 | Sporting NeLo P          | 10  | 22 | 4  | 2 | 16 | 378 | 493 | -115 | -   |
| 11 | Entente du Centre CLH P  | 4   | 22 | 2  | 0 | 20 | 439 | 714 | -275 | -   |
| 12 | Liège Handball Club      | 0   | 22 | 0  | 0 | 22 | 293 | 813 | -520 | -   |

|   | Champion de Belgique de D2 2019 et promu en Division 1 |
|   | Relégué                                                |
|   | Forfait général pour la saison suivante                |
| T | Tenant du titre 2017-2018                              |
| P | Promu                                                  |
| R | Relégué de Division 1                                  |
| C | Vainqueur de la Coupe de Belgique 2018-2019            |

### Champion
| Champion de Belgique de D2 2018-2019 HV Uilenspiegel Wilrijk 2e victoire |